# Greenstone River
Der Greenstone River ist ein Fluss auf der Südinsel Neuseelands.

## Geographie
Der Fluss bildet den Abfluss eines kleinen Bergsees nordöstlich des Greenstone Saddle, durchströmt den Lake McKellar und fließt Richtung Südosten zwischen den Alisa Mountains und den Livingstone Mountains. Am Südende der Erstgenannten mündet der Pass Burn, der hier die Livingstone Mountains von den Thomson Mountains trennt. Der Greenstone River knickt dort nach Nordosten ab, nun als Grenzfluss der Alisa und der Thomson Mountains, und mündet nördlich des Tooth Peak in den nördlichen Teil des Lake Wakatipu. Gegenüber der Mündung liegen drei Inseln, deren größte Pigeon Island ist.

## Infrastruktur
Die Flussmündung ist über die Greenstone Station Road von Glenorchy aus zu erreichen. Von dort führt der  Greenstone Track beinahe den gesamten Fluss entlang bis zum Lake McKellar. Im Anschluss überquert er den Greenstone Saddle und führt in das Tal des Hollyford River/Whakatipu Kā Tuka, in dessen Nähe der New Zealand State Highway 94 verläuft. Am Südende der Alisa Mountains zweigt zudem ein Wanderweg in Richtung des Mararoa River und der Mavora Lakes ab.